# Catocala agitatrix
Catocala agitatrix là một loài bướm đêm thuộc họ Erebidae. Nó được tìm thấy ở vùng Viễn Đông Nga (Primorye, Khabarovsk, miền nam Amur), Trung Quốc, Hàn Quốc, Nhật Bản (Hokkaido, Honshu).
Sải cánh dài khoảng 62 mm.